# Saint-Just-Chaleyssin
Saint-Just-Chaleyssin o St. Just Chaleyssin è un comune francese di 2 507 abitanti situato nel dipartimento dell'Isère della regione dell'Alvernia-Rodano-Alpi.

## Società

### Evoluzione demografica
Abitanti censiti

## Amministrazione

### Gemellaggi
- Incisa Scapaccino